# Otto Christian Friedrich Kuhfahl
Otto Christian Friedrich Kuhfahl (* 10. August 1768 in Stolpe bei Oranienburg; † 19. März 1837 in Berlin) war ein deutscher Pädagoge und Lehrer bedeutender preußischer Soldaten.

## Leben
Otto Christian Friedrich Kuhfahl wurde als drittes Kind der zweiten Ehe seines Vaters Johann Adam Kuhfahl (* unbekannt; † 1791) geboren, als dieser erster Prediger im Geburtsort war.
Er erhielt seine erste schulische Ausbildung durch seinen Vater und den Küster Nikolai. 1781 kam er zur Realschule nach Berlin und wechselte nach dem ersten Jahr in die dritte Klasse des Pädagogiums. 1785 besuchte er das Graue Kloster, dort verschaffte ihm der Archidiakon Friedrich Sigismund Augustin (1739–1818), der Superintendent seines Vaters, erst den Schindlerschen Freitisch und später das Schindlersche Stipendium. 1789 erhielt er sein Reifezeugnis und studierte anschließend an der Universität Halle, dort hörte er Vorlesungen bei Johann August Nösselt, Georg Christian Knapp, Johann Gebhard Maaß und Johann August Eberhard und spezialisierte sich auf Kirchengeschichte.
Nach Beendigung des Studiums 1791 starb sein Vater. Otto Christian Friedrich Kuhfahl, der sich erst wieder ein paar Wochen im Elternhaus befand, predigte in der Gemeinde seines Vaters einige Wochen lang und wurde dann Hauslehrer beim Oberforstmeister Friedrich August Ludwig von Burgsdorff. Kurz darauf traten seine Schüler in das Berliner Kadettenkorps ein, so dass er auf Ersuchen des Oberforstmeisters am 16. Dezember 1791 eine Gouverneurstelle beim Kadettenkorps erhielt, hierzu wurde er als Lehrer der Militärenzyklopädie eingesetzt. Nach zehn Jahren wurde hierfür eine Professur eingerichtet und der preußische König Friedrich Wilhelm III. ernannte ihn 1801 zum Professor. In dieser Zeit stiftete der damalige Oberst Gerhard von Scharnhorst eine Militärische Gesellschaft, in der auch der spätere Minister Heinrich Friedrich Karl vom und zum Stein und Professor August Christian Stützer (1765–1824) Mitglieder wurden. Otto Christian Friedrich Kuhlfahl, der ebenfalls Mitglied der Gesellschaft war, wurde ihr Sekretär  und führte die gesamte Korrespondenz mit den auswärtigen Mitgliedern, protokollierte die wöchentlichen Sitzungen und teilte die Resultate der Verhandlungen der Redakteure über die in der Gesellschaft erscheinenden Memoiren mit. Aufgrund des Krieges löste sich die Gesellschaft 1806 bereits wieder auf.
Als sich der Staat neu aufstellte, wurde Otto Christian Friedrich Kuhfahl am 24. Mai 1809 Mitglied der Militärexaminationskommission, die spätere Oberexaminationskommission, ernannt. In dieser Kommission wurde ihm die Prüfung in der deutschen Sprache und später auch in Geschichte übertragen. In diesem Amt prüfte er bis zu seinem Lebensende ungefähr 9.000 junge Soldaten.
Als 1810 die Preußische Kriegsakademie eingerichtet wurde, ist er auf Betreiben des Generalleutnant von Scharnhorst als Sekretär bei der Studiendirektion der Allgemeinen Kriegsschule angestellt worden.
1831 wurde er zum Hauptmann und später zum Bataillonskommandeur des Berliner Landsturms ernannt.
Ihm wurden von Generalmajor Johann Georg Emil von Brause die Aufgaben des Professor und Bibliothekars Wilhelm Jakob Wippel übertragen, der das Amt aus gesundheitlichen Gründen nicht mehr ausüben konnte, offiziell übernahm Otto Christian Friedrich Kuhfahl nach dessen Tod 1834 dieses Amt.
1835 bat er um die Entbindung seines Amtes als Sekretär der Studentendirektion.
Nach der Versetzung des Generalmajor Johann Georg Emil von Brause 1834 als Kadettenkommandant zum Direktor der Preußischen Kriegsakademie folgte diesem der ehemalige Schüler von Otto Christian Friedrich Kuhfahl Generalmajor Ludwig von Below als Kommandant aller Kadetteninstitute. Auch der Feldmarschall der russischen Armee Hans Karl von Diebitsch-Sabalkanski war einer seiner Schüler.
Am 11. Februar 1811 heiratete er Bertha Therbusch, eine Tochter der Malerin Anna Dorothea Therbusch, die Ehe blieb kinderlos.
Er fand seine letzte Ruhestätte auf dem Berliner Nikolaikirchhof.

## Ehrungen
1836 erhielt er vom König Friedrich Wilhelm III. den Roten Adlerorden 4. Klasse.